# سيم سيتي سوسيال
سيم سيتي سوسيال  (بالإنجليزية: SimCity Social)‏ هي لعبة فيديو صدرت في يونيو 25, 2012، وهي متوفرة على أجهزة فيس بوك. اللعبة من تطوير ماكسيس سوفتوير ومن نشر إلكترونيك آرتس.